# Chen Duxiu

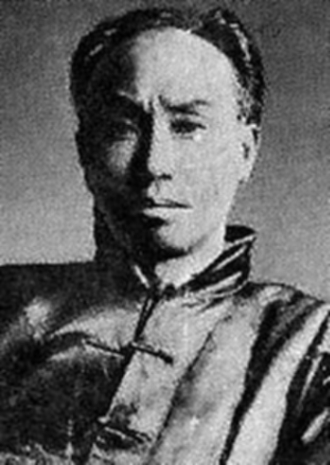
Chen Duxiu

Chen Duxiu (chinesisch 陳獨秀 / 陈独秀, Pinyin Chén Dúxiù, Geburtsname: 慶同 / 庆同,  Qìng Tóng, Volljährigkeitsname: 仲甫,  Zhòngfǔ; * 8. Oktober 1879 in Anqing, Provinz Anhui, Chinesisches Kaiserreich; † 27. Mai 1942 in der Provinz Sichuan, China) war ein chinesischer Publizist, politischer Aktivist sowie Gründungsmitglied und erster Generalsekretär der Kommunistischen Partei Chinas. Als Trotzkist wurde er 1929 aus der Partei ausgeschlossen, 1932 bis 1937 inhaftiert, und arbeitete später vergeblich an seiner Reputation.

## Leben

### Kindheit und Jugend
Chen Duxiu kam 1879 in Anqing, Provinz Anhui zur Welt. Weil sein Vater kurz nach seiner Geburt starb, wurde er von seinem Großvater und seinem Bruder großgezogen. Mit 15 Jahren begann er eine klassisch-chinesische Ausbildung. Der junge Chen lehnte diese traditionell-klassische Lehre ab, trotzdem sollte er, seines Großvaters wegen, Beamter werden.
Schon in seiner Kindheit beobachtete er Unterdrückung von einfachen Leuten durch lokale Beamte sowie die politischen, sozialen und ökonomischen Privilegien der Unterdrückenden. Diese Erfahrungen sollten Chens zukünftigen Lebensweg maßgeblich beeinflussen.

### Tätigkeiten und Positionen bis 1919
Chen scheiterte mit 21 Jahren an der zweiten Prüfung der Beamtenausbildung (auf Provinzebene) und begann daraufhin, in Hangzhou Englisch, Französisch und Schiffbau zu studieren. 1900 breitete sich der Boxeraufstand in China aus, in dessen Folge acht Großmächte die kaiserliche Hauptstadt Peking belagerten. Chen hielt radikale, revolutionäre Reden gegen das japanische Regime in der Mandschurei und floh das erste Mal vor polizeilicher Verfolgung. 1913 bereitete er zusammen mit drei Offizieren der Kuomintang eine militärische Kampagne gegen Yuan Shikai vor, was als die „Zweite Revolution“ in der Geschichte der Guomindang bekannt ist. Als dies scheiterte, flüchtete Chen nach Japan, wo er studierte.
1915 wurde Chen Duxiu Professor für Humanwissenschaften. In diesem Jahr gründete er in Shanghai das einflussreiche Magazin Jugend, das ein Jahr später in Neue Jugend umbenannt wurde, womit er Einfluss auf große Teile der Intellektuellen ausübte. Seine Veröffentlichungen werden als Beginn der Neuen Kulturbewegung angesehen. Chen war Lektor für chinesische Literatur und wurde 1917 Dekan an der Peking-Universität. 1918 begann er gemeinsam mit Li Dazhao die Zeitschrift Meizhou pinglun (chinesisch 每周評論 ‚Wöchentliche Kritik‘) herauszugeben.
Als sehr einflussreicher Autor der Universität Peking suchte Chen Duxiu nach radikalen Lösungen für die nationalen Probleme Chinas. Er beschäftigte sich mit der kulturellen Rückständigkeit und der Gefahr einer monarchischen Restauration des Landes. Er wollte dem alten System einen Nationalstaat mit individuellen Freiheiten entgegensetzen. Chen war Chefredakteur des Magazins „Neue Jugend“. Er war unter den ersten, die ihre Ideen frei von traditionellen, philosophischen Konzepten präsentierten. Durch sein Auftreten für Wissenschaft und Demokratie schaffte er sich Gehör unter den Intellektuellen. Er radikalisierte zusammen mit seinen Co-Autoren durch seine Vorschläge große Teile der Bevölkerung.
Chen forderte eine vollständige Übernahme von westlichen Ideen. Für ihn war das Konzept der nationalen Souveränität, ergänzt durch die Mitbestimmung der Bevölkerung ein Ideal, das ganzheitlich für China übernommen werden sollte, da das chinesische nicht mehr zeitgemäß und inkonsistent wäre. Sein Demokratiebegriff betonte soziale und ökonomische Aspekte als Voraussetzung, um politische Probleme zu überwinden. Er schlug vor, die Verfassung durch eine Volksabstimmung zu beschließen. Die von Chen geforderte Gesellschaftsphilosophie betonte revolutionäre Kämpfe, um soziale Gerechtigkeit sowie ein Gesellschaftsmodell zu erlangen, das individuelle Selbstentfaltung beinhaltet. Der konfuzianischen Philosophie des Stillstands wurde eine auf Wissenschaft beruhende des Fortschritts entgegengestellt.
Werte wie Menschenrechte und die Freiheit hatten für Chen Priorität. Dazu personalisiert er in der 3. Ausgabe der Zeitschrift Wirtschaft und Demokratie „Gentlemen“, die „China vor politischer, moralischer, akademischer und intellektueller Dunkelheit“ retten könnten: Die zwei Herren Mr. Science (sai xiansheng) und Mr. Democracy (de xiansheng) sollten helfen, China in die Moderne zu führen, damit das Land nach einer Phase der Abschottung den verdienten Platz in der Welt zurückerhalte. Sein Demokratiebegriff beinhaltete die Forderung, alle Teile des Lebens demokratisch zu erfassen. Dadurch würden auch gesellschaftliche Bereiche wie Moral und Ethik positiv beeinflusst werden. In seinem „Manifest“ 1915 formulierte er einen „Aufruf an die Jugend“
„seid fortschrittlich, nicht konservativ“ – „seid energisch, nicht reflektierend“ –
„seid weltoffen, nicht einzelgängerisch“ – „seid selbstständig, nicht unterwürfig“
„Unsere Interpretation von politischer Demokratie ist, dass die Verfassung direkt vom Volk ausgearbeitet werden muss, die Rechte [der Menschen] werden durch die Verfassung gesichert und der Wille der Menschen muss entsprechend der Konstitution von Vertretern ausgeführt werden. In anderen Worten: muss die Teilung zwischen herrschender und beherrschter Klasse aufgehoben werden, die Menschen selbst herrschen. (…) Offen gesagt wollen wir keine passive Regierung, sondern die aktive Beteiligung der Autonomie des Volkes. Nur so können wir behaupten, dass aufrichtige politische Demokratie erreicht wurde.“
Chen Duxiu interessierte sich für die Leistungen Ilja Iljitsch Metschnikows, der 1908 den Nobelpreis für Medizin für die Entdeckung der Immunabwehr durch die weißen Blutkörperchen erhalten hatte. Er übertrug metaphorisch die Theorie der Abwehr von Krankheitserregern durch den Körper auf die chinesische Gesellschaft. Er beschrieb das Eindringen fremder Militärmächte, und wie diese „den Organismus“ der gut funktionierenden, chinesischen Gesellschaft stören. Es gehe darum, den „Krankheitserreger“ abzuwehren.
In der Neuen Jugend wurde der Begriff der Evolution als wichtiger Unterschied zwischen traditionellem chinesischem Denken und dem westlichen, unabhängig von konfuzianischer Moral, diskutiert. Die in der Zeitschrift sich artikulierende gesellschaftliche Strömung bestimmte die Jugend als Subjekt sozialen Wandels und entdeckte eine neue Art von moralischem Optimismus, der nicht mehr auf Konfuzianismus, sondern auf vitaler Biologie beruhte („survival of the fittest“). Das Ergebnis der Versailler Friedensverhandlungen desillusionierte Chen bezüglich seiner Vorstellungen von den demokratischen Ländern des Westens. Er wandte sich nun langsam von westlichen Ideen ab und orientierte sich zunehmend an den bolschewistischen Tendenzen in Russland, um internationale Gerechtigkeit zu erlangen. Auch im Hinblick auf nationale Fragestellungen waren die Auswirkungen der russischen Revolution 1917 ein wichtiger Anstoß.
Gemäß der Rezeption dieser Zeit war Marx für chinesische Denker und somit auch für Chen Pathologe, d. h. ein Analytiker, der Ursachen für vorhandene Missstände erforscht. Besonders attraktiv für China war Marx’ Mehrwerttheorie, welche die Ausbeutung chinesischer Arbeiter durch imperialistische Mächte erklärte. Ideen zur Überwindung des Verfalls des Reiches boten die Schriften von Marx nach Meinung junger Marx-Leser nicht an. Chinesische Intellektuelle stützten sich auf das Konzept der Klassenkooperation, im Gegensatz zum Klassenkampf, der in allen westlichen marxistischen Theorieschulen einen gemeinsamen Nenner darstellt.
Chen erkannte 1919 den Bolschewismus an, ohne sich als Bolschewist zu bezeichnen, 1920 bekannte er sich zum Marxismus. Er wollte mit den traditionellen Institutionen Chinas brechen und nahm daher die Hilfe der Kommunistischen Internationale (Komintern) in Anspruch, um die Kommunistische Partei Chinas (KPCh) zu gründen. Chen verwendete die Unterstützung der Komintern, um eine Partei unter sensibler Rücksichtnahme auf die verschiedenen Meinungen aufzubauen, statt sich nur an der UdSSR zu orientieren.

### Politische Aktivitäten ab 1919
Nach der 4. Mai-Bewegung war die chinesische Jugend viel eher dazu bereit, radikale Lösungen für Chinas nationale Probleme anzunehmen und begrüßte die wissenschaftlich-sozialistische Analysemethode. Als sich Hu Shi 1919 für „Mehr mit Problemen beschäftigen, weniger über '-ismen' diskutieren“ aussprach, spaltete sich die Neue Kulturbewegung nach zirka einem Jahr in Liberale und Sozialisten.
Im Mai 1920 veröffentlichte Chen als frischgebackener Marxist eine Sonderausgabe der „Neuen Jugend“, in der er zahlreiche Berichte über politische Massenveranstaltungen veröffentlichte und erklärte, dass „-ismen“, richtig eingesetzt, der Wegweiser zu sozialen Reformen sein könnten. Soziale Reformen und Revolution seien ein ganz bewusster Prozess. Chen hielt, während beginnender Arbeitskämpfe, Reden an streikende Arbeiter. Nach seiner Rückkehr nach Shanghai wohnte er bei einem befreundeten Autor in der französischen Konzession, wo später die KPCh gegründet werden sollte.
Auf ihrem Gründungsparteitag im Juli 1921 proklamierten die chinesischen Kommunisten die Entschlossenheit, nach russischem Vorbild auch in China eine Diktatur des Proletariats aufzubauen und sich der Erziehung und Organisation der Arbeiterklasse zu widmen. Chen gründete die Partei mit, um der unterdrückten Arbeiterschaft ein Instrument zu geben, sich gegen die Klasse der Kapitalisten aufzulehnen und Staatsangelegenheiten selbst in die Hand zu nehmen, indem die Politik, das Gesetz und weitere Bereiche des Staates durch die Arbeiterklasse selbst kontrolliert würde. Er wurde 1921 in Shanghai zu ihrem ersten Generalsekretär gewählt.
Die Kommunistische Internationale (Komintern) forcierte ab 1923 eine Allianz zwischen der KPCh und der Kuomintang, die im Januar 1924 zustande kam. Chen Duxiu widersprach diesem Bündnis und argumentierte, dass die gesellschaftlichen Klassen vermischt würden und die Unabhängigkeit der Partei bei einer derartigen Kooperation gefährdet sei. Fünf Mitglieder des ZK der KPCh weigerten sich, der Kuomintang beizutreten. Chen unterwarf sich erst 1925 den Anweisungen der Komintern und trat der Kuomintag bei. Nach dem Bruch der Einheitsfront wurde Chen Duxiu 1927 die Verantwortung für das Scheitern der Allianz gegeben. In einer „Notkonferenz“ der KPCh wurde Chen Duxiu als Rechtsopportunist für den Terror an Zivilisten bei der erfolglosen Gründung chinesischer Sowjetrepubliken verantwortlich gemacht und zum Rücktritt gezwungen. Im Juli 1927 wurde er durch Qu Qiubai ersetzt.
Chen Duxiu legte sein Amt als Generalsekretär der Partei am 15. Juli 1927 nieder und rief zum offen, gewaltsamen Kampf gegen die Kuomintang auf. Er schloss sich der gegen Stalin gerichteten Linken Opposition um Leo Trotzki an. 1929 wurde Chen gleichfalls als Mitglied aus der Kommunistischen Partei Chinas ausgeschlossen, worauf er mit einem „Offenen Brief an alle Genossen“ antwortete. Zu dieser Zeit hatte er Argumente aus dem trotzkistischen Programm übernommen, u. a. jenes der Notwendigkeit einer Zwischenphase der politischen Rekonsolidierung der KPCh und den Slogan der konsolidierenden Nationalversammlung. Außerdem bezeichnete er Trotzki als Hauptverbündeten gegen Moskau und verlangte die Veröffentlichung von Lenins Testament sowie Trotzkis Wiedereinsetzung in alle Ämter. 1932 wurde er verhaftet und verbrachte fünf Jahre im Gefängnis. Nach Bildung einer erneuten Allianz zwischen der Kuomintang und der KPCh wurden alle politisch Inhaftierten auf Veranlassung der Kuomintang 1937 entlassen, darunter alle Trotzkisten wie Chen Duxiu.
Die Zeit nach der fünfjährigen Gefangenschaft war für Chen von Konflikten und Enttäuschungen geprägt. Der schon vor der Inhaftierung bestehende Dissens zu seinem früheren Weggefährten Liu Renjing hatte sich während ihrer gemeinsamen Gefangenschaft zu einer Feindschaft vertieft. Nach ihrer Entlassung schickte Liu Renjing Briefe an alle Mitglieder der linken Opposition, um Chens Positionen zu schwächen. Chen Duxiu veröffentlichte nun Artikel, in welchen er sich überraschend für die Drei Prinzipien des Volkes der Kuomintang aussprach. Nach einem Briefwechsel mit dem Zentralkomitee geriet Chen in Rage und bezeichnete die linke Opposition als hoffnungslose Sektierer und er wollte nichts mehr mit ihnen zu tun haben.
Chen ging von Nanjing in die neue Hauptstadt Wuhan, wo er versuchte intensive Kontakte zu Mitgliedern der Kuomintang sowie der KPCh zu knüpfen. Die angesprochenen Personen ließen ihn aber sehr deutlich spüren, dass sie kein Interesse an einer Zusammenarbeit mit ihm hatten. Der Ingenieur Luo Han setzte sich bei Mao Zedong für Chen ein, dieser entgegnete in einem Brief, dass Chen zuerst seine Fehler zugeben und dem Trotzkismus entsagen müsse, bevor er daran denke, mit der KP zu kooperieren. Daraufhin zog sich Chen aus allen aktiven politischen Prozessen zurück und beschränke sich darauf, zu kommentieren.

### Späte Jahre und Tod
Am Ende seines Lebens war Chen Duxiu überzeugt, dass es unmöglich sei, dass ein kommunistisches China aus dem Bürgerkrieg heraus entstehen könne. Durch die Erfahrungen in der Sowjetunion formulierte er Forderungen gegen den Bürokratisierungsprozess im postrevolutionären Stadium. Chen war der Meinung, dass die UdSSR reformiert werden müsse, und zwar nach dem Vorbild ihrer Verfasstheit nach der Oktoberrevolution von 1917, nach dem Motto „Unsere Antwort auf die stalinistische Falsifizierung ist Klassenkampf!“. Weiters betrachtete er die „Diktatur des Proletariats“ und den Bolschewismus als 'Zwilling des Faschismus und Vater des Stalinismus’.
Chen schrieb bis zuletzt Artikel. Sein Mitstreiter und Freund Wang Fanxi meinte, er sei bis zum Tode bei einer trotzkistischen Überzeugung geblieben. 1942 starb Chen Duxiu zurückgezogen von Politischem in Sichuan.